# Strada statale 742 Sarmentana-Sinnica
La strada statale 742 Sarmentana-Sinnica (SS 742) è una strada statale italiana il cui percorso si sviluppa in Basilicata. Si tratta di un percorso alternativo alla strada statale 653 della Valle del Sinni nel tratto in cui quest'ultima costeggia l'invaso della diga di Monte Cotugno sul lato occidentale, lambendolo invece sul versante orientale.

## Percorso
La strada ha origine in corrispondenza dello svincolo Val Sarmento della strada statale 653 della Valle del Sinni. Da qui prosegue in direzione sud-ovest risalendo il percorso del fiume Sarmento lungo la sua sponda occidentale.
Dopo il bivio per San Giorgio Lucano, si giunge all'incrocio con la strada statale 742 dir Sarmentana (che continua a risalire il percorso dell'omonimo fiume) e con la strada provinciale 29 che permette di raggiungere Noepoli.
La strada a questo punto devia verso ovest fino ad incrociare la ex strada statale 92 dell'Appennino Meridionale in prossimità del vecchio ponte ormai in disuso ai margini dell'invaso creato dalla diga di Monte Cotugno, per poi terminare nuovamente sulla SS 653 all'altezza dello svincolo di Noepoli.

## Storia
La strada è il frutto della fusione di tre diversi tronchi stradali, tutti inizialmente sotto gestione provinciale:
- Strada provinciale 13 della Valle del Sarmento (lunghezza 8,000 km) che corrisponde al tratto iniziale fino al bivio per San Giorgio Lucano;
- Strada provinciale 29 Valsinni-Noepoli (lunghezza 0,900 km) che corrisponde al tratto centrale dal bivio per San Giorgio Lucano all'incrocio con la SS 742 dir;
- Strada provinciale 158 Sinnica-Sarmentana (lunghezza 5,800 km) che corrisponde al tratto finale dall'incrocio con la SS 742 dir.

Questi tre tratti stradali sono stato oggetto del cosiddetto piano Rientro strade, per cui la loro competenza è passata all'ANAS il 29 ottobre 2018 la quale le ha provvisoriamente classificate rispettivamente come nuova strada ANAS 532 S.P. 13 della Valle del Sarmento (NSA 532), nuova strada ANAS 533 S.P. 29 Valsinni-Noepoli (NSA 533) e nuova strada ANAS 537 S.P. 158 Sinnica-Sarmentana (NSA 537).
La strada ha ottenuto la classificazione attuale nel corso del 2019 con i seguenti capisaldi di itinerario: "Innesto con la S.S. n. 653 presso svincolo 'Val Sarmento' - Innesto con la S.S. n. 653 presso svincolo 'Noepoli'".

## Strada statale 742 dir Sarmentana
La strada statale 742 dir Sarmentana (SS 742 dir) è una strada statale italiana che si sviluppa in Basilicata.
La strada ha origine dall'innesto con la strada statale 92 dell'Appennino Meridionale tra i centri abitati di Noepoli e Cersosimo. Lungo il suo percorso costeggia la sponda occidentale del fiume Sarmento fino a raggiungere la SS 742 tra Noepoli e San Giorgio Lucano.
La strada una volta sotto gestione provinciale era classificata come strada provinciale 155 Sarmentana. È stata poi oggetto del cosiddetto piano Rientro strade, per cui la sua competenza è passata all'ANAS il 29 ottobre 2018 la quale la ha provvisoriamente classificata come nuova strada ANAS 536 S.P. 155 Sarmentana (NSA 536).
La strada ha ottenuto la classificazione attuale nel corso del 2019 con i seguenti capisaldi di itinerario: "Innesto con la S.S. n. 92 - Innesto con la S.S. n. 742".